# Etthundra år
Etthundra år är en samlings-CD med Karl Gerhard sjungande egna sånger, utgivet på skivbolaget Ancha 1990. Samlingen innehåller 24 sånger inspelade mellan 1937 och 1942. I albumet ingår
1. Nu ska vi opp, opp, opp (Jules Sylvain/Gösta Stevens/Karl Gerhard)
2. Borta med vinden (trad./Karl Gerhard)
3. Nu ä' de' bara honom vi vänta på (Jules Sylvain/Karl Gerhard)
4. Om det slumpar sej så och han får tid (Jules Sylvain/Karl Gerhard)
5. I de ökända kvarteren i det ruskiga Marseille (Jules Sylvain/Karl Gerhard)
6. Dom säjer på stan (Jules Sylvain/Karl Gerhard)
7. Tack ska du ha (Jules Sylvain/Karl Gerhard)
8. Jag är ett bedårande barn av min tid (Jules Sylvain/Karl Gerhard)
9. Pappas dag (Sten Axelson/Karl Gerhard)
10. Bom (Charles Trenet/Karl Gerhard)
11. Si, si, si (Melle Weersma/Karl Gerhard)
12. Sympati och samförstånd (Jules Sylvain/Karl Gerhard)
13. Gullregn över stan (Kai Normann-Andersen/Karl Gerhard)
14. Hurra, hurra vad det är roligt i Moskva (Charles Trenet/Karl Gerhard)
15. Den ökända hästen från Troja (Lille Bror Söderlundh/I. Dunajevskij/Karl Gerhard)
16. Det ska vara feda, breda pågar (Hilding Ahrborn/Karl Gerhard)
17. I gala och galla (James V. Monaco/Karl Gerhard) originaltitel: "Six lessons from madame La Zonga"[1]
18. Det gör inte ett skvatt (Jules Sylvain/Karl Gerhard)
19. När kärleken har sin gång (Kai Normann-Andersen/Karl Gerhard)
20. Om jag finge som jag ville (Kocko Lagerkrans/Karl Gerhard)
21. Den kärleken, den kärleken (Kai Gullmar/Karl Gerhard)
22. Vart tar alla vackra flickor vägen (Kai Gullmar/Karl Gerhard)
23. Förgyll vad du kan förgylla (Charlie Möller/Karl Gerhard)
24. Vem vet hur länge vi ha varann (Jules Sylvain/Karl Gerhard)